# 秦夔揚
秦夔揚（?—?），江蘇省太倉直隸州嘉定縣人，清朝政治人物、進士出身。
光緒九年（1883年），参加癸未科殿試，登進士二甲18名。同年五月，改翰林院庶吉士。光緒十五年四月，散館，授翰林院編修。光緒二十四年，授浙江道監察御史。